# Віняшур-Біїнська вузькоколійна залізниця
Віняшу́р-Бії́нська вузькоколійна залізниця або Се́лтинська вузькоколійна залізниця (рос. Виняшур-Биинская узкоколейная железная дорога, Селтинская узкоколейная железная дорога) — вузькоколійна залізниця, що функціонувала в другій половині XX століття на території Селтинського району Удмуртії, Росія.
Початковим пунктом залізниці було селище Віняшур-Бія. Залізниця була лісовозною. Згідно зі звітами Міністерства лісової промисловості СРСР, перша ділянка залізниці була збудована 1949 року.
З 1966 року протягом довгого часу Пумсинська вузькоколійка була об'єднана із двома сусідніми — Кільмезькою та Пумсинською. В середині 1990-их років залізниця була розібрана.